# Lipin Bor
Lipin Bor (ruso: Ли́пин Бор) es un asentamiento rural y pueblo (seló) de Rusia, capital del raión de Vashki en la óblast de Vólogda.
En 2021, el pueblo tenía una población de 3364 habitantes. El asentamiento incluye como pedanías dos localidades rurales, que suman otros cuatrocientos habitantes a la población del término municipal: el posiólok de Zarechni y el pueblo de Ujtoma. En su territorio hay otras cuatro localidades, que están despobladas o casi despobladas.
Se ubica en la costa nororiental del lago Béloye.

## Historia
Se conoce la existencia del pueblo en documentos desde 1792, cuando se construyó su iglesia, que es el principal monumento de la localidad. Sin embargo, durante mucho tiempo fue un caserío pesquero de escasa población. En 1927 se fundó el actual raión de Vashki, cuya sede provisional fue otro caserío cercano a Lipin Bor llamado Vashki, ya que en el territorio distrital la población estaba muy dispersa y no había ninguna localidad importante. El actual pueblo de Lipin Bor fue refundado en 1938 por la Unión Soviética, como una localidad planificada que ese año pasó a ser la sede del raión, y que con el tiempo llegó a concentrar en su casco urbano la mitad de la población distrital. El pueblo es conocido por albergar una de las estructuras más altas de Rusia, un repetidor de radio y televisión de más de 350 metros de altura.